# Йохан Томас фон Шпаур
Йохан Томас фон Шпаур (на немски: Johann Thomas von Spaur Bischof von Brixen; * 1528 или ок. 1540, Бург Спаур във Вал ди Нон, Трентино-Южен Тирол; † 25 февруари 1591, Бриксен) е княжески римокатолически епископ на Бриксен (1578 – 1591).

## Произход и духовна кариера
Той е син на хауптман фрайхер Улрих фон Шпаур-Флафон (* 1495; † 17 април 1549, Триент) и Катарина фон Мадрутц ди Мадруцо, ди Кватри Викариати († 16 ноември 1551/1575). По-малкият му брат Кристоф Андреас фон Шпаур (1543 – 1613) е княжески епископ на Бриксен (1601 – 1613).
Майка му го праща при брат си Кристофоро Мадруцо (1512 – 1578), княжески епископ на Тренто (Триент) и Бриксен, в катедралното училище в Бриксен. През 1551 г. той става домпропст в Бриксен и след това има и други служби. През 1565 г. папа Пий IV одобрява назначението му за коадютор на чичо му. През 1578 г. Йохан Томас го последва като княжески епископ на Бриксен.
Той е считан за голям мецен на изкуството. Йохан Томас строи през 1578 г. започнатия от чичо му ренесансов дворец Велтурно. Дворецът е използван до 1803 г. като лятна резиденция на княжеските епископи на Бриксен. Той завършва гроба на епископ Кристоф Фукс фон Фуксберг († 1542), зададена задача от чичо му, и го поставя през 1580 г. в катедралата на Бриксен.
Йохан Томас и брат му Кристоф Андреас са погребани в криптата на катедралата на Бриксен.